# Countdown - Conto alla rovescia
Countdown - Conto alla rovescia (Countdown) è un film statunitense del 2016 diretto da John Stockwell.

## Trama
Ray Thompson, un poliziotto della Narcotici, è tornato in servizio dopo una sospensione. Ray riceve un pacco contenente un link che mostra un criminale con in ostaggio un bambino. Il ragazzino, inoltre ha degli esplosivi legati al suo corpo. Il criminale richiede un riscatto di 2 milioni di dollari. Ciò, porterà Ray a collaborare col tenente Cronin. Quando le cose vanno per il peggio, Ray spara e uccide il criminale. Con 6 ore e 42 minuti dalla fine, Ray collabora con l'agente degli interni Julia Baker, per individuare il covo dove il bambino è nascosto prima che sia troppo tardi.